# 路德维希港
莱茵河畔路德维希港（德語：Ludwigshafen am Rhein，發音：[ˈluːtvɪçsˌhaːfn̩ ʔam ˈʁaɪn] ⓘ），通称路德维希港（Ludwigshafen），是德国莱茵兰-普法尔茨州的非县辖城市，也是莱茵-普法尔茨县的县治，面积77.43平方千米，2023年12月31日人口为176,110人，是莱茵兰-普法尔茨州第二大城市（次于美因茨之后）。
路德维希港坐落于莱茵河左岸，与右岸的巴登-符腾堡州城市曼海姆隔河相望，更因为世界最大的化工企业巴斯夫的總部設立在此而闻名。

## 行政区划
|  |  |  |  | Friesenheim 弗里森海姆      |
|  |  |  |  | Gartenstadt 公园城          |
|  |  |  |  | Maudach 毛达赫              |
|  |  |  |  | Mundenheim 蒙登海姆         |
|  |  |  |  | Nördliche Innenstadt 北内城 |
|  |  |  |  | Oppau 奥保                  |
|  |  |  |  | Oggersheim 奧格斯海姆       |
|  |  |  |  | Rheingönheim 莱茵根海姆     |
|  |  |  |  | Ruchheim 鲁赫海姆           |
|  |  |  |  | Südliche Innenstadt 南内城  |

## 友好城市
路德维希港与以下城市结为友好城市：
- 美国 帕萨迪纳（1948年）
- 法國 洛里昂（1963年）
- 英国 黑弗靈區（1971年）
- 苏姆盖特（1987年）
- 德国 德绍-罗斯劳（1988年）
- 比利时 安特卫普（1999年）
- 土耳其 加濟安泰普（2012年）
- 乌克兰 兹维亚赫尔（2022年）

## 图集

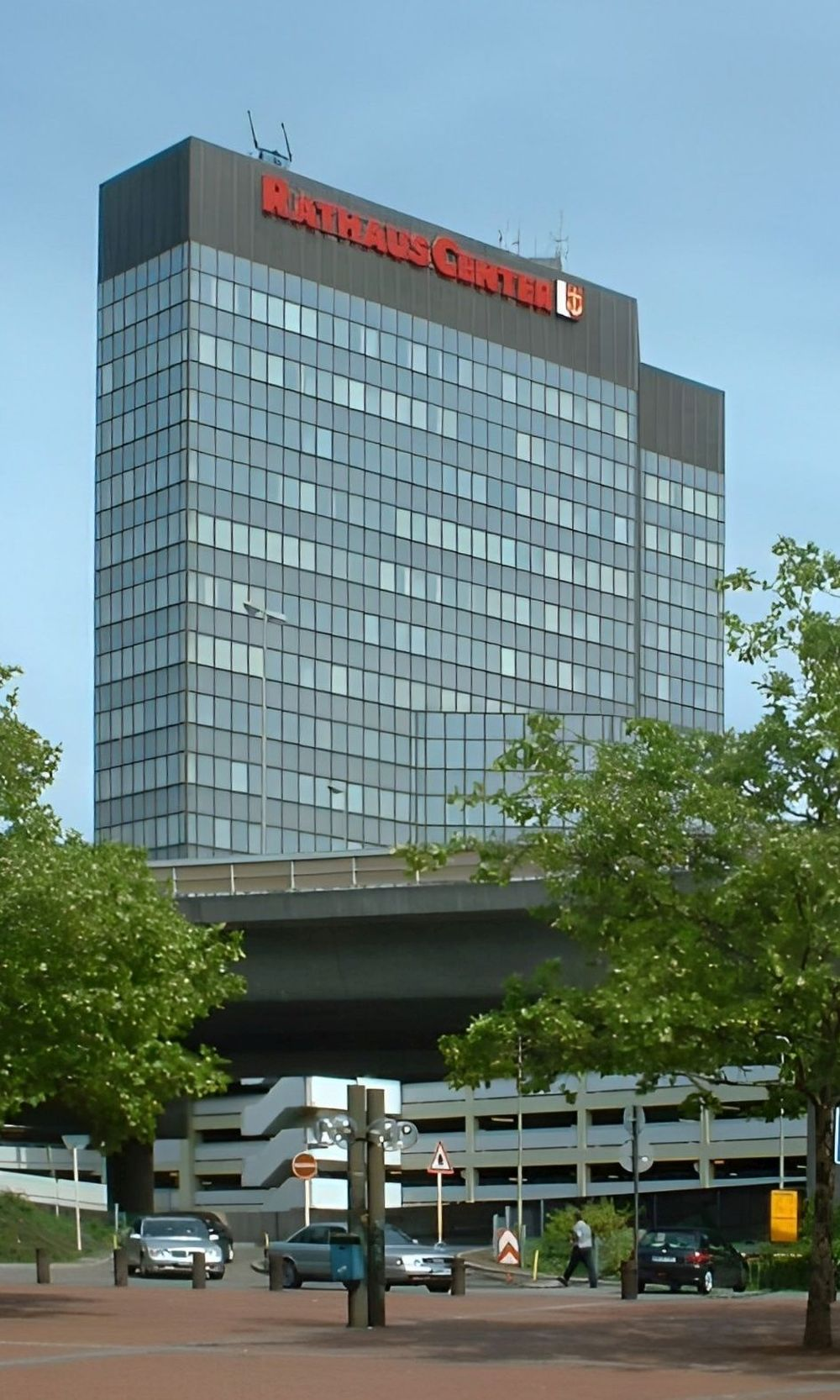
市政厅
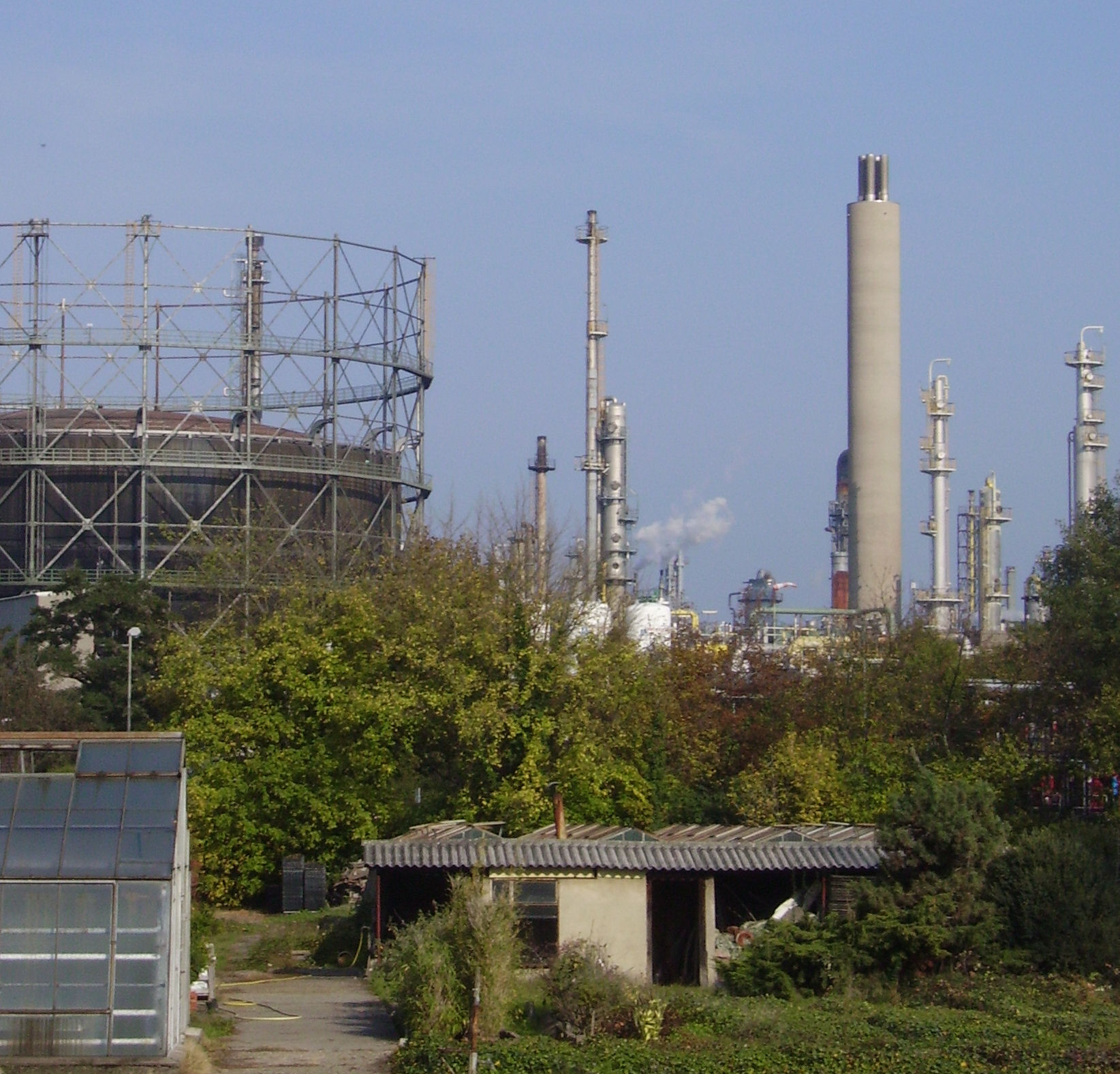
巴斯夫
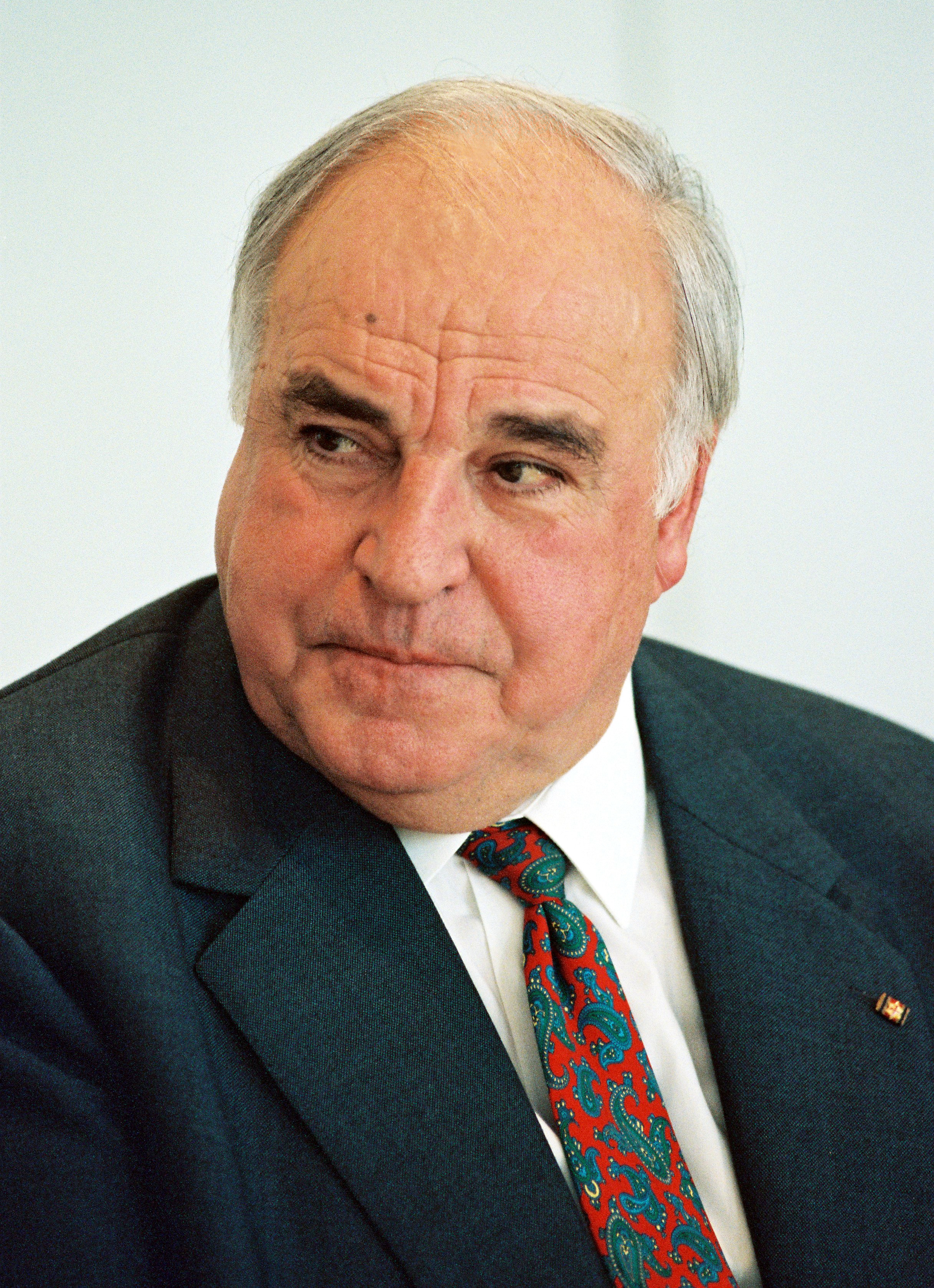
赫尔穆特·科尔
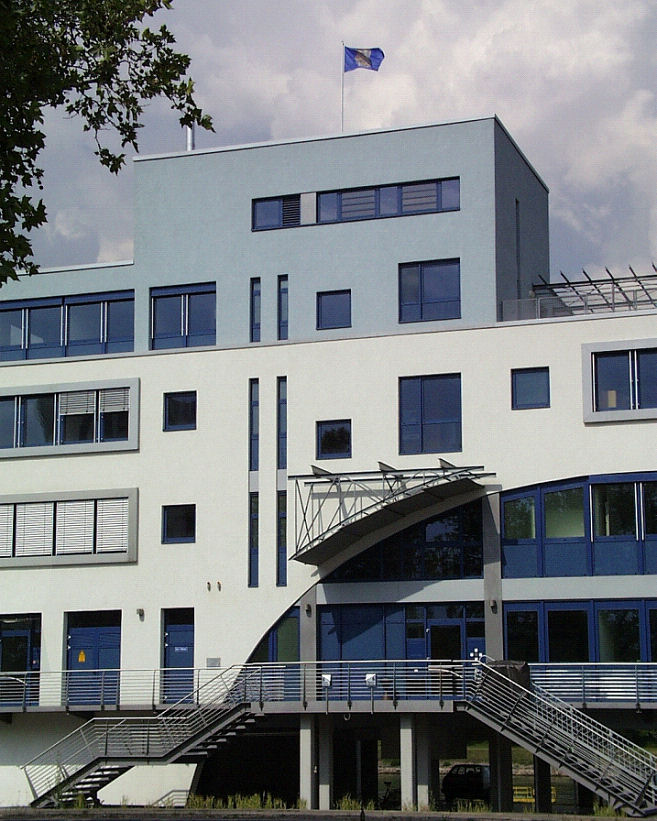
东亚学院